# Rumen Radev
General bojnik Rumen Georgiev Radev (bug. Румен Георгиев Радев; Dimitrovgrad, 18. lipnja 1963.) bugarski je vojni pilot i političar, koji je od 2014. do 2016. godine služio kao zapovjednik Bugarskoga ratnoga zrakoplovstva. Tu je dužnost napustio kako bi se kao nezavisni kandidat, uz podršku Bugarske socijalističke stranke u jesen 2016. godine natjecao za predsjednika. Radev, koji se tijekom kampanje zalagao za ponovno zbližavanje Bugarske s tradicijskiim saveznikom Rusijom, je u drugom krugu s 59,4% dobivenih glasova porazio Cecku Čačevu, kandidatkinju tadašnje vladajuće stranke GERB i predsjednicu parlamenta. Nakon Radevljeve pobjede, bugarski premijer Bojko Borisov najavio je svoju ostavku.

## Životopis

### Djetinjstvo
Rođen je 18. lipnja 1963. godine u Dimitrovgradu. Njegovi roditelji su Stanka i Georgi Radev, elektroinženjer i računovođa. Roditelji su mu podrijetlom iz sela Slavjanova, istočno od Haskova. Radev je u Slavjanovu proveo najveći dio djetinjstva. Njegova sestra Lozana dvije je godine starija od njega. Osnovnu i srednju školu Radev je završio u Haskovu.

### Obrazovanje
Godine 1982. završio je Prirodoslovno-matematičku gimnaziju „Akad. Bojan Petkančin“ u Haskovu s nagradom poznatom kao zlatna medalja. Po završetku gimnazije upisao je Sveučilište Bugarskoga ratnoga zrakoplovstva u Donjoj Mitropoliji kod Plevena, na kojemu je diplomirao 1987. godine kao prvi u generaciji. Godine 1992. završio je časničku školu na Koledžu ratnoga zrakoplovstva u Sjedinjenim Državama, a od 1994. do 1996. godine studirao je na Vojnoj akademiju „Stojkov Rakovski”. Na Koledžu ratnoga zrakoplovstva stekao je 2003. magisterij u području strateških studija.

## Vanjske poveznice
- Službena stranica predsjedničke kampanje  Arhivirana inačica izvorne stranice od 11. rujna 2017. (Wayback Machine)